# N-Methylcyclohexylamin
N-Methylcyclohexylamin ist eine chemische Verbindung aus der Gruppe der aliphatischen Amine.

## Gewinnung und Darstellung
N-Methylcyclohexylamin kann durch Methylierung von Cyclohexylamin gewonnen werden. Sie kann auch durch Umsetzung von Benzylidencyclohexylamin mit Dimethylsulfat bei anschließender Hydrolyse, durch Hydrierung von N-Methylanilin an Nickel-Katalysatoren oder reduktiven Aminierung von Cyclohexanon mit Methylamin dargestellt werden.

## Eigenschaften
N-Methylcyclohexylamin ist eine gelbliche geruchlose Flüssigkeit, die löslich in Wasser ist.

## Verwendung
N-Methylcyclohexylamin wird als Lösungsmittel sowie in Vulkanisationsbeschleunigern verwendet. Es dient als Vorstufe zur Herstellung des mukolytisch wirkenden Medikaments Bromhexin. Weitere Anwendungen bestehen in der Heterocyclen-Synthese und anderen organischen Synthesen.

## Sicherheitshinweise
Die Dämpfe von N-Methylcyclohexylamin können mit Luft ein explosionsfähiges Gemisch (Flammpunkt 35 °C) bilden.

## Externe Links zu erwähnten Verbindungen
1. ↑  Externe Identifikatoren von bzw. Datenbank-Links zu Benzylidencyclohexylamin:  CAS-Nr.: 2211-66-7, PubChem: 75167, ChemSpider: 67715, Wikidata: Q81989937.